# Curarigua
Curarigua est la capitale de la paroisse civile d'Antonio Díaz de la municipalité de Torres de l'État de Lara au Venezuela. 